# Чухаджян, Тигран
Тигра́н Чухаджя́н (арм. Տիգրան Գեւորգի Չուխաճեան; 1837, Константинополь — 11(23) марта 1898, Измир) — армянский композитор, дирижёр, пианист, музыкально-общественный деятель, педагог, основатель армянского оперного искусства, армянского музыкального театра, один из основателей армянской национальной профессиональной музыкальной школы. Автор первой оперы и оперетты в музыкальной истории Востока, основатель музыкального театра на Ближнем Востоке.

## Биография

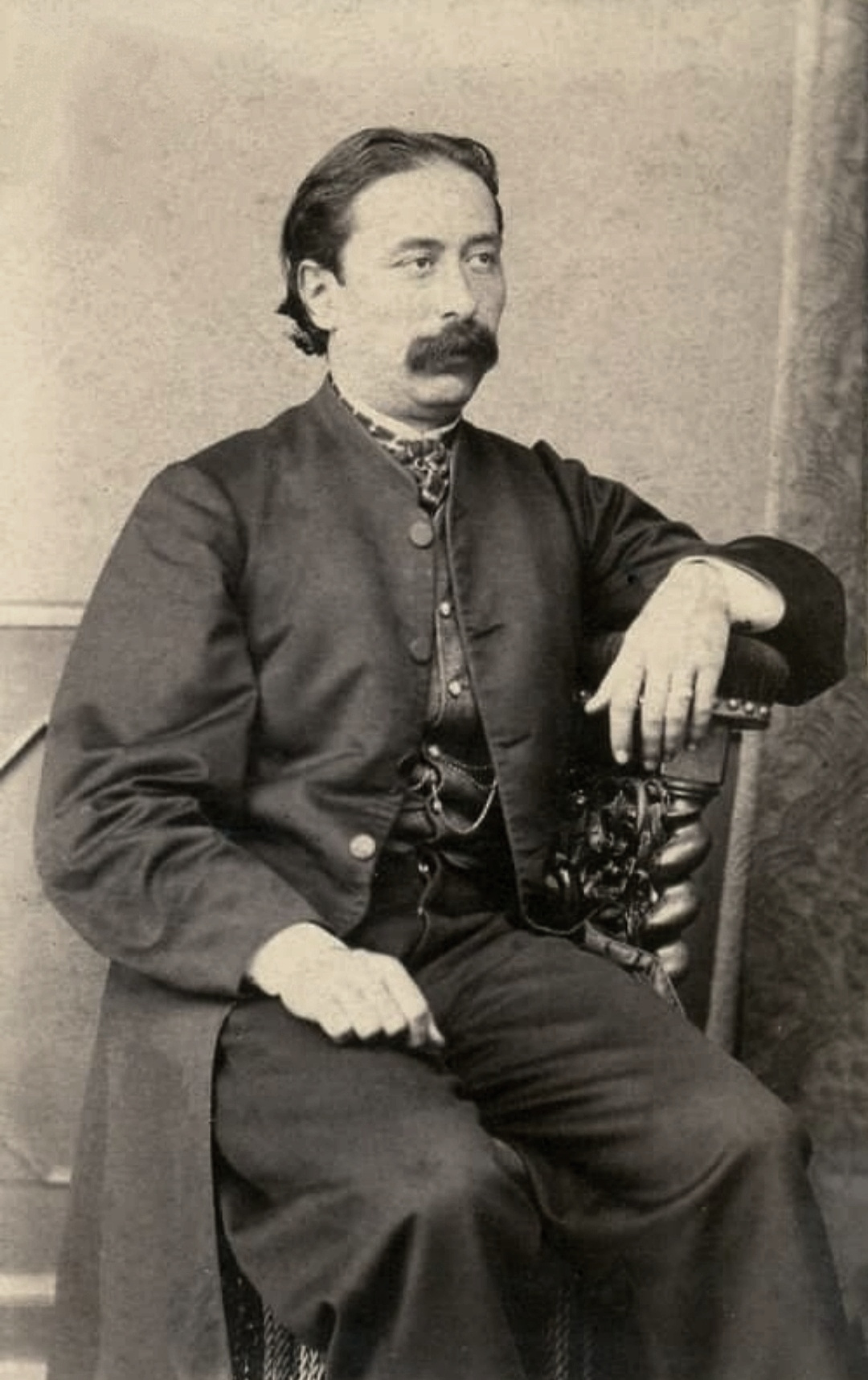
Чухаджян в молодости

Родился в округе Пера, Константинополь, в семье дворцового часовщика. Его отец, Геворг, был любителем искусства, всячески поддерживал талантливого сына в стремлении получить музыкальное образование. Уже в возрасте 15-16 лет молодой Чухаджян привлёк внимание музыкального сообщества своим исполнением фортепианных композиций. В дальнейшем развитию его музыкальных способностей способствовал композитор Габриэль Еранян. Профессиональное музыкальное обучение началось под руководством итальянского пианиста Ч. Мандзони, у которого Чухаджян брал уроки фортепиано и теории музыки в течение нескольких лет. По совету последнего он отправился в Италию для совершенствования образования — в 1861—1864 учился в Милане. Так Чухаджян стал одним из первых армянских композиторов, получивший высшее музыкальное образование в Европе. Через некоторое время после возвращения из Италии композитор женился на певице Аник Абазян. С этого периода занимался также преподавательской деятельностью.
В 1860-х годах начал бороться вместе с другими передовыми представителями армянского населения Турции за развитие своей национальной культуры являясь главой прогрессивно настроенных музыкантов-армян, которые пропагандировали передовую европейскую музыкальную культуру, формы организации музыкального образования а также музыкально-общественной жизни. Принимал участие в организации армянских музыкальных обществ, в частности, сотрудничал с музыкальной организацией «Армянская лира» — первой в своем роде в музыкальной истории Ближнего Востока, и вместе с Габриэлем Ераняном участвовал в организации музыкального журнала «Армянская лира» (1861—1864). Принимал активное участие в организации общедоступных концертов, читал лекции, руководил армянским оркестром округа Хасгюх Константинополя.

В 1872 году Чухаджян стал основоположником армянского музыкального театра. В 1877 году стал руководителем музыкально-театральной труппы. Организовал «Театр оттоманской оперы», которая позже была названа «Армянская труппа турецкой оперетты». Сотрудничал с музыкальным театром «Гусанергакан», особо плодотворным было, однако, его сотрудничество с театром «Аревелян татрон» (Восточный театр) Акопа Вардовяна, музыкальным руководителем которого он был в течение нескольких лет. В 1891—1892 годах композитор побывал в Париже, где были поставлены его оперетты. Французская пресса называла его «восточным Оффенбахом».

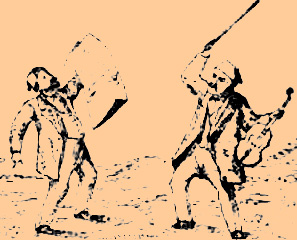
Тигран Чухаджян и Акоп Вардовян (карикатура, XIX век)

В 1896 году Чухаджян, из-за усилившихся антиармянских репрессий, вместе с семьей переехал из столицы в Измир. Вскоре после этого он скончался от рака в возрасте 61 года. Из-за скоротечной болезни и кончины композитора его последнее музыкально-театральное произведение  остаётся не завершённым. В последние годы жизни жил в нищете, похороны Чухаджяна были организованы «Обществом для нуждающихся». О его смерти армянская газета «Мшак» с горечью писала: «Смерть в бедности и славные похороны».
Одна из его учениц, поэтесса Анаис, так описывала Чухаджяна:

«Он отличался от всех, кого я знала. Он никогда не носил феску в помещении, его седеющие волосы напоминали о Бетховене. Он обладал неповторимым характером, горделивой осанкой и изящными манерами. Он хотел, чтобы его студенты вкладывали в игру всё сердце и душу. Альтруист и скромный человек, он всегда носил темно-серый фрак…»— (Massis weekly, may 31, 2008)
По случаю подписания Сан-Стефанского мира Чухаджян был награждён орденом святого Станислава императором всероссийским Александром II.
Похоронен на армянском кладбище Измира. Через два года после кончины композитора его ученик А. Синанян установил над могилой Чухаджяна его мраморный бюст.

## Творчество

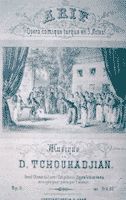
Афиша оперетты «Ариф», XIX век

Тигран Чухаджян оставил значительное творческое наследие — несколько опер и оперетт, первые камерные, симфонические и фортепианные сочинения в армянской музыке, а также песни и романсы, музыку к драматическим спектаклям. Его фортепианные пьесы охватывали различные жанры и формы такие как развернутые фантазии, парафразы, фуги и танцы, хотя наиболее многочисленны были пьесы танцевального характера. Среди других произведений «Большой вальс», «Ориентальная лира» и некоторые другие по своей импровизационности и виртуозности близки к характеру парафраз и фантазий романтической музыки Листа и Тальберга. Чухаджян стремился овладеть наиболее необычными музыкальными жанрами и формами. В своих произведениях композитор мастерски сочетал методы европейского музыкального выражения с ладомелодическими элементами западноармянской городской народной музыки, армянской духовной музыки («Зейтунский марш»), с мелодиями восточной музыки в целом, проявляя высокое мастерство полифонии. Именно в творчестве Чухаджяна впервые в армянской музыке появились самостоятельные полифонические формы. Считается, что в его музыке ещё не присутствуют мелодии армянского народного фольклора — деревенских народных песен и т. д.. Это движение в армянской классической музыке начинается только с 1880-х годов.

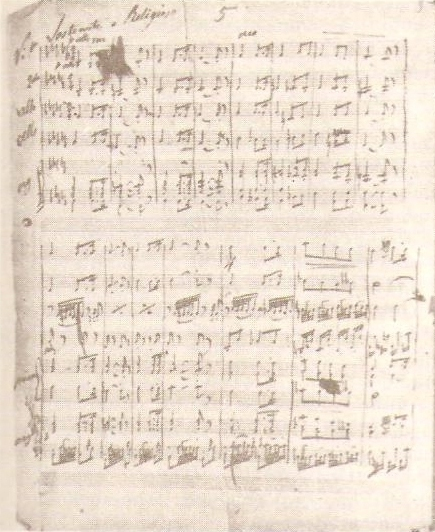
Страница из партитур оперы «Аршак II»

Будучи широко одарённым композитором, Чухаджян ходил по улицам города, слушая и отмечая фрагменты мелодий и ритмические мотивы для использования их в своих произведениях. В формировании его музыкального стиля значительное влияние оказала школа итальянской оперы и французская оперетта. В 1868 году Чухаджян пишет оперу «Аршак II» — первую армянскую национальную оперу.
Начиная с 1870-х годов Чухаджян работал над музыкальными комедиями, опереттами. В них композитор тонко скрывает национальные, социальные и политические намёки, вынося на первый план бытовые и сатирические элементы, романтические переживания. Именно в опереттах особенно отмечается влияние армянского городского музыкального фольклора. Он начинает сотрудничать с армянскими и итальянскими либреттистами, в частности с Т. Наляном, Алборето и другими. В 1872 году на основе сюжета «Ревизора» Гоголя композитор пишет оперетту «Ариф» (либретто на турецком языке армянскими буквами) — первую в истории армянской классической музыки, в 1873 году оперетту «Кёса кёхва» («Плешивый староста», автор либретто Геворг Рштуни), который был поставлен в том же году в театре Вардовяна. «Кёса кёхва» уже в первый период был поставлен более чем в 60 раз. Наиболее популярной его опереттой становится «Леблебиджи», работу над которой Чухаджян завершил в 1875 году. Большую популярность этим опереттам принесли лиризм музыки, стремительность развития действия и остроумие, живость и меткость характеристик. Как отмечала Е. Барварт, в своих опереточных произведениях Чухаджян носил влияние западноевропейских мастеров оперетты Ж. Оффенбаха, Ш. Лекока и Ф. Зуппе. Согласно «Оксфордскому оперному словарю», в этих произведениях ощущается армянский быт и нравы своего времени. Многие его произведения были опубликованы уже в 1870—1880-х годах. В 1890 году композитор завершил работу над оперой-феерией «Земире». Большинство этих произведений ставилось при его жизни. Симфонические произведения Чухаджяна исполнялись также оркестром Синаняна. Написал оперу «Индиана». Начиная с периода миланской учёбы, на дальнейшее творчество композитора большое влияние оказала музыка Дж. Верди.
Музыкальный критик Адольфо Талассо о творчестве Чухаджяна пишет:

«Тигран Чухаджян был первым композитором, который применил европейскую музыкальную технику к восточной музыке. Его высоко оригинальные идеи, свежесть музыкального языка, яркость оркестровки — всё пропитано светом Востока. Его композиции полны власти и очарования, отличаются своим совершенством гармонии и взаимодополнения»— (Revue Theatrale, 1904 Paris, No. 16 )
Он является также автором музыкальной драмы «Алексиназ» из истории сербско-турецкой войны. Согласно музыкальному критику П. Хертеленди, Чухаджян главным образом являлся композитором бельканто. Своими музыкальными влияниями его творчество колеблется между Беллини и Бородиным становясь истинной смесью Востока и Запада. Композитор сосредотачивается в основном на дуэтах и ариях, редко излагая детали драматических моментов.
Согласно авторам «Краткой истории оперы» и «Оксфордского оперного словаря», являясь активным сторонником освобождения Армении от турецкого ига, Чухаджян внёс дух национализма в своё искусство.

### «Аршак II»

Фрагмент из постановки оперы «Аршак II»

Опера «Аршак II» — первая армянская национальная опера и крупнейшее произведение Чухаджяна. Работу над оперой композитор закончил в 1868 году в Константинополе, автор двуязычного (армянский, итальянский) либретто поэт и драматург Товмас Терзян, опера издана в 1871 году. По своему стилю либретто Терзяна относится к лирико-драматическому жанру. Записка о завершении оперы в книге Терзяна на итальянском языке обозначила рождение армянской национальной оперы.
При жизни композитора произведение исполнялась лишь в отрывках. Согласно «Театральной энциклопедии», отдельные номера из оперы звучали в концертном исполнении в Константинополе (исполнялось под названием «Олимпия»), Венеции и Париже. Д. Стивенс обусловливал это патриотическим характером оперы в реальности репрессивного османского режима. По другим данным в конце 1869 года опера была поставлена в театре «Наум» итальянской труппой. В 1873 году фрагменты из оперы были представлены в Всемирной выставке в Вене.

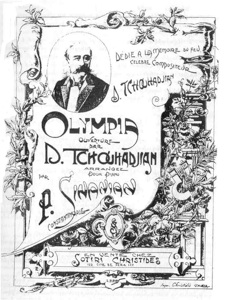
Первая страница фортепианной транскрипции увертюры оперы «Аршак II» изданной в Константинополе в 1900 году под заглавием «Олимпия»

Монументальный «Аршак II» написан в традициях итальянской историко-романтической оперы первой половины XIX века — Россини, Беллини и особенно раннего Верди. Воплощая лирическую идею либретто, Чухаджян тонко раскрывал также героические и драматические линии оперы. Главные действующие лица ― царь Великой Армении Аршак II, царица Олимпия, княгиня Парандзем, князя Гнел, Тирит и другие. Сюжет из истории Армении основан на сведениях древнеармянских историков Мовсеса Хоренаци и Фавстоса Бузанда. Действия разворачиваются в 365—367 годах в Армавире в эпоху сложных взаимоотношений Великой Армении, Персии и Рима. Музыкально-литературной идеей опера отражает также стремление армянского народа XIX века к национальному и социальному освобождению. По своему жанру «Аршак II» относится к европейской «большой опере» (Grand opera), где используется большой симфонический оркестр, хоровой и духовой ансамбль, развёрнутые массовые сцены.
После смерти Чухаджяна его оригинальные рукописи были отправлены в Армению в 1920 годах его вдовой А. Абазян. Они были обнаружены музыковедом Г. Тиграновым в 1942 году, после чего началась вторая жизнь этого произведения. Целиком опера была представлена широкой публике 17 ноября 1945 года. Для новой постановки либретто оперы было обработано А. Гулакяном, дирижёром выступил М. Тавризян. «Аршак II» был поставлен в Неаполе, Вене и других городах мира. В 1956 году опера была поставлена в Большом театре Москвы. В 2001 году «Аршак II» был поставлен в США.
Музыкальный руководитель оперы Сан-Франциско, музыковед Клифорд Кранна пишет об «Аршаке II»:

«Своими бесподобными дворцовыми переворотами, попытками убийства и любовной враждой опера „Аршак II“ предлагает всё, что можно ожидать от настоящей драмы.»
Говоря об «Аршаке II» музыкальный критик Д. Стивенс отмечает влияние итальянской оперы середины XIX столетия, подчеркивая сильную лирическую выразительность произведения и идиому с творчеством Верди.

### «Земире»

Фрагмент из постановки оперы «Земире»

«Земире» — последняя масштабная опера Чухаджяна, написана в 1890 году. Автор либретто — Тигран Келамджян. Опера состоит из четырёх действий. В основе сюжета лежит арабская сказка. Первоначальное название — «Ebudia e Zemire».
Опера поставлена в Константинополе французским и итальянским труппами. Впервые «Земире» была полностью представлена 12 апреля 1891 года во французском театре «Concordia». Несколькими годами позже Томассо Франсини осуществил итальянский перевод для европейской премьеры оперы. Есть данные о постановке оперы итальянской театральной компанией в театре «French Palais de Crystal Theater» в 1894 году Томассо Франсини. Согласно сообщениям тогдашней константинопольской прессы, планировалось также поставить произведение в Вене, а затем в Париже, однако эти планы остаются не осуществлёнными. Несмотря на успех «Земире», она не приносит автору материального благополучия.
Опера-феерия содержит элементы комедии и относится к жанру semiseria, то есть «полусерьезному». «Земире» — трогательная история любви с фантастическим сюжетом, где присутствуют и такие персонажи, как мистические творения и всемогущий Великий волшебник. Главные действующие лица: Земире (дочь вождя племени Бенезар), Эбудия (Великий волшебник), Элсантур (сын вождя племени Эбулгана) и другие. В 1965 году Борисом Саккилари была сделана попытка поставить произведение в Ереване. Были записаны также отдельные фрагменты оперы. В 2008 году «Земире» была поставлена в США. Данная постановка стало первой полноценной постановкой оперы через более чем столетнего перерыва.

«В течение всего представления со мною оставался чувство восхищения к огромному опыту и мастерству Чухаджяна, как он владеет оперным жанром и проникает его самые глубины …»
— Тигран Мансурян
Как отмечают Э. Уегель Уильямс и Д. Джай Гроут, премьера «Земире» в Константинолопе практически стало началом развития традиций оперного искусства в Турции.

### «Индиана»
Наименее известное из оперных произведений Чухаджяна, по разным мнениям написано в 1897-м или во второй половине 1870-гг. Либретто Иозефа (Овсепа) Язычяна, написано по мотивам одноимённого произведения Абуюлхак Гамида. По своему жанру «Индиана» — патриотическая опера, по мнению музыковеда А. Асатрян, один из лучших произведений композитора. Рукописи оперы хранятся в архиве Чухаджяна Ереванского музея литературы и искусства. Опера изучена также музыковедами Г. Степаняном и М. Мурадяном.

### «Леблебиджи»

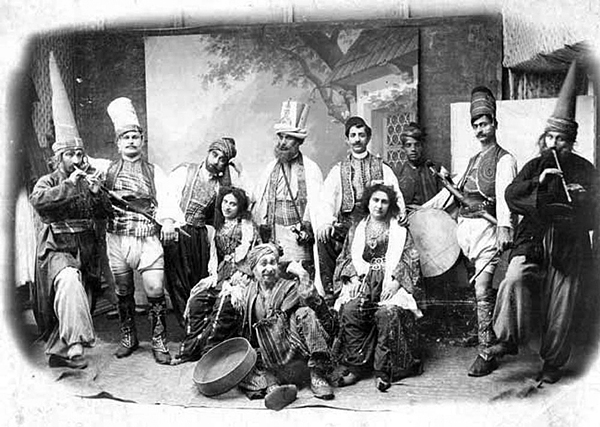
Опереточная труппа, исполнявшая «Леблебиджи», 1870-е гг.

«Леблебиджи» («Продавец гороха») — вторая и самая популярная оперетта Чухаджяна, написана в 1875 году. Автор либретто — Тагвор Налян. Произведение первоначально была исполнена на турецком языке, для обхода официальной цензуры, хотя либретто оперетты было переведено на армянский язык уже при жизни Чухаджяна. Премьера оперетты произошла 17 ноября 1875 года в театре «Français». Сразу после первой постановки оперетта имела огромный успех, в Константинополе и в Закавказье была исполнена более чем 100 раз. Произведение сочетает черты бытовой комедии с социальной сатирой на буржуазно-аристократическое общество XIX века. Популяризации «Леблебиджи» и других оперетт Чухаджяна способствовала также профессиональная опереточная труппа Серовбе Бенкляна (Пенкляна) — организатора (совместно с Чухаджяном) первой на Ближнем Востоке постоянно действующей профессиональной опереточной труппы. В начале XX века оперетта была переведена на греческий и немецкий языки. «Леблебиджи» была представлена на разных сценах Франции, Египта, Балкан, Ближнего Востока и других регионов, принося автору общественное признание.
В 1943 году Т. Сарьяном оперетта была впервые поставлена в Армении. Тогда же был предложен новое название произведения — «Каринэ». Были переименованы также имена главных героев и героинь кроме Гор-гор ага.
В 2011 году оперетта была показана в знаменитом марсельском театре «Одеон».

### Другие произведения

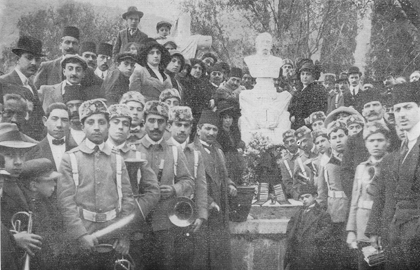
Театральная группа Пенклянa и оркестр «Кнар» (Лира) перед надгробьем Чухаджяна, 1912 год

Чухаджян — автор ряда музыкальных произведений для театральных постановок и пьес. Его сочинения, национальные по тематике и по музыкальному языку, проникнуты патриотизмом. Наиболее известны его музыкальные произведения для спектаклей «Роза и лилия» П. Дуряна, «Ара Прекрасный, или Любовь и родина» Т. Галемчяна, «Сандухт» Т. Терзяна, «Трдат Великий и Григорий Просветитель» С. Тхляна. В этом периоде его творчества особенно примечательна музыка для постановки «Вардан Мамиконян — спаситель Отчизны» (1867) Р. Сефечяна, представление которой превратилось в политический митинг против режима, существовавшего в Османской империи. Согласно Е. Барварт, произведение «Мы есть сыны армянской нации» также являлось протестом против турецкого господства. Его «Театральная песня» получает значение и ценность манифеста армянского театра. Чухаджян также автор романса «Весна» (на слова М. Пешикташляна), одного из первых в армянской классической музыке, и «Зейтунского марша», получившего значение гимна национально-освободительной борьбы. Согласно А. Асатрян, это произведение было представлено А. Хачатуряном в качестве варианта гимна Армянской ССР. Тема национально-освободительной борьбы занимала важное место в творчестве композитора. Ш. Перинчек отмечает:

«Марш Гамидие», написанный Чухаджяном, был направлен, в основном, против султанского режима. «Родина или Силистра», «Эгейские народные марши» также написаны этим композитором.
Автор «Реквиема» в память константинопольского армянского патриарха Нерсеса Варжапетяна. Кроме того, его перу принадлежит комическая опера «Зейбеглер», рукописи которой, впрочем, ныне утеряны.
Из симфонических и фортепианных произведений известны его «Гавот» (для скрипки, виолончели, фортепиано и гармониума), «Четыре фуга» (для струнного оркестра и квартета) «Аве Мария» (фортепиано) и так далее. Его фортепианные произведения были изданы уже в 1870—1880-е годы. Наиболее известная токката «Cascade de Couz» была опубликована в Константинополе в 1887 году.

#### Краткий список некоторых фортепианных и симфонических сочинений
- «Mouvement perpétuel»
- «Perpetuum mobile»
- «Cascade de couz»
- «Illusion (valse)»
- «Apres la gavotte»
- «Deux Fantaisies orientales»
- «La Lyre orientale»
- «Laura»
- «Rapelle-toi»
- «Romans»

## Экранизация произведений

Афиша музыкального фильма «Каринэ», 1967 год

Из произведений Тиграна Чухаджяна впервые был экранизирован «Леблебиджи» в 1916 году польским режиссёром еврейского происхождения Зигмундом Вайнбергом и Фуатом Узкынаем. Этот фильм стал одной из первых работ в истории кинематографа Турции. В 1923 году фильм по «Продавцу гороха» был снят Мухсин-Беем Эртугрулом. В 1934 году тем же режиссёром была сделана новая экранизация «Леблебиджи», причём картина получила второй приз Венецианского кинофестиваля.
Первая экранизация произведений композитора в Армении была осуществлена в 1954 году созданием музыкального фильма «Армянский киноконцерт». Наряду с операми «Алмаст», «Ануш», балетом «Гаяне», в фильме впервые были сняты отрывки из оперы «Аршак II».
В 1967 году режиссёром Арманом Манаряном была предпринята первая в Армении экранизация оперетты «Леблебиджи» под новым названием «Каринэ». Вокальные партии главных героев исполняли Гоар Гаспарян и Тигран Левонян. Фильм насыщен национальным колоритом константинопольских армян, представляется как весёлая и живая комедия-буфф. В 1970 году в студии киноактера «Мосфильм» фильм был дублирован на русский язык.
В 1988 году по заказу Центрального телевидения Гостелерадио СССР Тигран Левонян создает полную экранизацию оперы «Аршак II» (2 серии).

## Вклад в культуру. Память

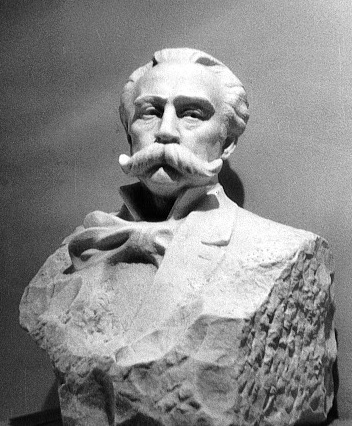
Бюст Чухаджяна работы Аршама Шагиняна

После смерти Тиграна Чухаджяна многие его рукописи и партитуры были разбросаны по разным странам мира. Усилиями Ереванского музея литературы и искусства им. Чаренца, а также Института искусства АН Армении эти ценные рукописи были собраны в Армении.
Чухаджян боролся за развитие национальной культуры, наряду с Комитасом, Спендиаровым, Хачатуряном, признан одним из наиболее видных деятелей в армянской музыке. Будучи одним из крупнейших армянских композиторов XIX века и крупнейшим композитором эпохи среди западных армян он решил одну из важнейших творческих проблем своего времени — создание национальной оперы а также сыграл прогрессивную роль в создании армянской национальной музыкальной школы. Его оперные произведения сыграли важную роль в истории развития музыки всего Востока и армянской классической музыки в частности. Опера «Аршак II» ознаменовала начало профессионального оперного искусства как в армянской музыке, так и на всём Ближнем Востоке. Тигран Чухаджян — основоположник армянского музыкального театра, и в то же время создатель музыкального театра в Османской Турции и в целом на Ближнем Востоке. Чухаджян внёс значительный вклад в развитии традиции оперного искусства в Турции.
В Армении его именем названы улицы и музыкальные школы, установлены памятники (скульп. А. Шагинян). Во Франции действует «Исследовательский центр Тигран Чухаджян» (фр. Centre de Recherches Dikran Tchouhadjian), который занимается популяризацией произведений композитора в Европе. В 2014 году некоммерческой образовательной организацией «Institute for Historical Justice and Reconciliation» (Гаага, Нидерланды) был снят короткометражный документальный фильм «По стопам Чухаджяна» посвященный композитору.

«Тигран Чухаджян является одним из титанов армянской национальной музыки. Признанный как отец армянской оперы, он стал первым среди армянских музыкантов использовавший классические западные стандарты в своих музыкальных произведениях.»
— Анкине Кешишян-Мурадян
Вклад Чухаджяна в том числе в развитие турецкой культуры в своё время оценили представители прогрессивной турецкой интеллигенций. В 1872 году, после премьеры оперетты «Ариф» видный турецкий поэт и журналист Намык Кемаль писал в газете «Ибрет»:

Это — первая работа на нашем оперном языке. Его строение красива и его музыка прекрасна. Турецкий язык подходит для музыкальных произведении. Композиции придана форма соответствующая его лирике. Мы содействуем Гюллу Агоп — основателю оттоманского театра, авторов лирики и музыки оперетты Альберто и Тиграну Чухаджяну за их усилия а также актёров за мастерскую постановку. — Намык Кемаль
Жизни и творчеству Чухаджяна посвящены отдельные исследования Н. Тагмизяна, А. Асатряна, Г. Тигранова, Г. Геодакяна, М. Мурадяна, Г. Степаняна и др.